# Maladie de l'œdème
La maladie de l'œdème est une maladie animale encore incomplètement comprise, qui touche les suidés domestiques et parfois le sanglier sauvage (Sus scrofa dont les populations sont en forte croissance depuis plusieurs décennies, non sans conséquences en matière de risque sanitaire), considérée comme réémergente. 
Cette maladie a pour la première fois été décrite en élevage de porcs domestiques, en 1938 par Shanks. 
Elle avait disparu, mais est en 2016 considérée comme une maladie ré-émergente dans les élevages intensifs de porcs.

## Description
Les victimes sont généralement les porcelets de cinq à quatorze jours après sevrage, mais quelques cas ont été signalés chez des porcs plus âgés  (Bürgi et al.1992 ;  Bertschinger and Gyles, 1994). Certains porcs y semblent immunitairement ou génétiquement plus résistants et l'allaitement maternel naturel semble protecteur contre la maladie

Les épandages de lisiers de porc pouvant être l'une des voies de transmission à la faune sauvage.
Elle est caractérisée par des troubles nerveux et un œdème qui semblent toujours induits par une infection par des bactéries Escherichia coli de quelques sérotypes (ex : sérogroupe O139K82), pouvant être mise en évidence par une analyse bactériologique digestive associée à une étude histologie des nœuds lymphatiques mésentériques.  

## le processus pathologique
La cause directe (ou indirecte) est une entérotoxine  de type vérotoxines du groupe des Shigatoxines ou proche de ce groupe ). Ces toxines sont produites par certaines souches (sérotypes) d’E. coli se développant dans l’intestin grêle. Elles causent une toxémie souvent fatale, à la suite de lésions artérielles (se manifestant par des œdèmes), avec des signes neurologiques induits par l'œdème cérébral). Des diarrhées sont parfois observées
Selon les cas, en porcherie, la morbidité  varie de presque 0 à 70 %  selon Johansen  et al.  (1996), avec une moyenne de 30 à 40 % des porcelets justes sevrés tombant malades selon Bertschinger (1999) .
Récemment l'ONCFS a constaté sur une zone de foyer qu'un tiers des sangliers encore vivants et sept sangliers sur une zone de foyer ont été « observés à proximité d’un point d'eau ou avaient des lésions évoquant un séjour long dans  l’eau indiquant peut-être une recherche active d’eau. Par ailleurs, les animaux capturés moribonds acceptaient l’eau qui leur était présentée ». Ceci peut faire évoquer une déshydratation (diarrhée parfois signalée associée à la maladie, pouvant a priori contribuer à la diffusion des bactéries responsables).

## Gestion du risque sanitaire et écoépidémiologique
Un diagnostic différentiel doit permettre d'éliminer des maladies classées comme danger sanitaire de première catégorie en France telles que les pestes porcines, la maladie d'Aujeszky. Ces sangliers ne doivent pas être chassés et entrer dans l'alimentation humaine ou animale.

## En France
La maladie fait l'objet d'une veille par le réseau SAGIR (réseau de surveillance de la faune sauvage associant l’ ONCFS, les fédérations de chasseurs et des vétérinaires spécialisés) depuis juillet 2013, date à laquelle a été enregistrée en Ardèche une mortalité brutale et anormale de sangliers sauvages (10 sangliers morts sur une même commune en 15 jours). À la suite de cette découverte « Une cellule de crise, animée par la direction départementale de la cohésion sociale et la protection des populations (DDCSPP) de l’Ardèche  a été constituée rassemblant la direction départementale des  territoires (DDT), la FDC, le service départemental de l’ONCFS, la chambr e d’agriculture, un représentant de l’association des maires et la gendarmerie ».
À l'automne 2016 dans le massif des Albères à partir du début septembre 75 sangliers au moins sont morts ou ont été trouvés porteurs de cette maladie surtout de jeunes individus (4-6 mois) en bon état corporel. 
Certains présentaient cependant une condition corporelle dégradée et/ou des signes nerveux tels que convulsions, tremblements et ataxie selon le réseau Sagir qui cherche à comprendre les facteurs de risque pour cette maladie.